# Baldellia
Baldellia là chi thực vật có hoa trong họ Alismataceae.
Chi này bao gồm 3 loài, được tìm thấy ở phần lớn khu vực châu Âu và ven Địa Trung Hải, từ Ireland và quần đảo Canary tới Thổ Nhĩ Kỳvà Estonia.
Chi này được đặt theo tên của quý tộc người Ý Bartolomeo Bartolini Baldelli. Baldellia có quan hệ họ hàng rất gần với Echinodorus.

## Các loài
- Baldellia alpestris (Coss.) Laínz, 1960. Phân bố: Tây bắc Tây Ban Nha và miền bắc Bồ Đào Nha.
- Baldellia ranunculoides (L.) Parl., 1854. Phân bố: Từ Azores, Ireland, Tây Ban Nha, Bồ Đào Nha, Maroc tới Estonia và Thổ Nhĩ Kỳ.
- Baldellia repens (Lam.) Ooststr., 1959. Phân bố: Algérie, Tây Ban Nha, Bồ Đào Nha, Pháp, Bỉ, Hà Lan.
  - B. repens subsp. cavanillesii (Molina Abril, A.Galán, J.M.Pizarro & Sard.Rosc.) Talavera, 2008.

## Hình ảnh

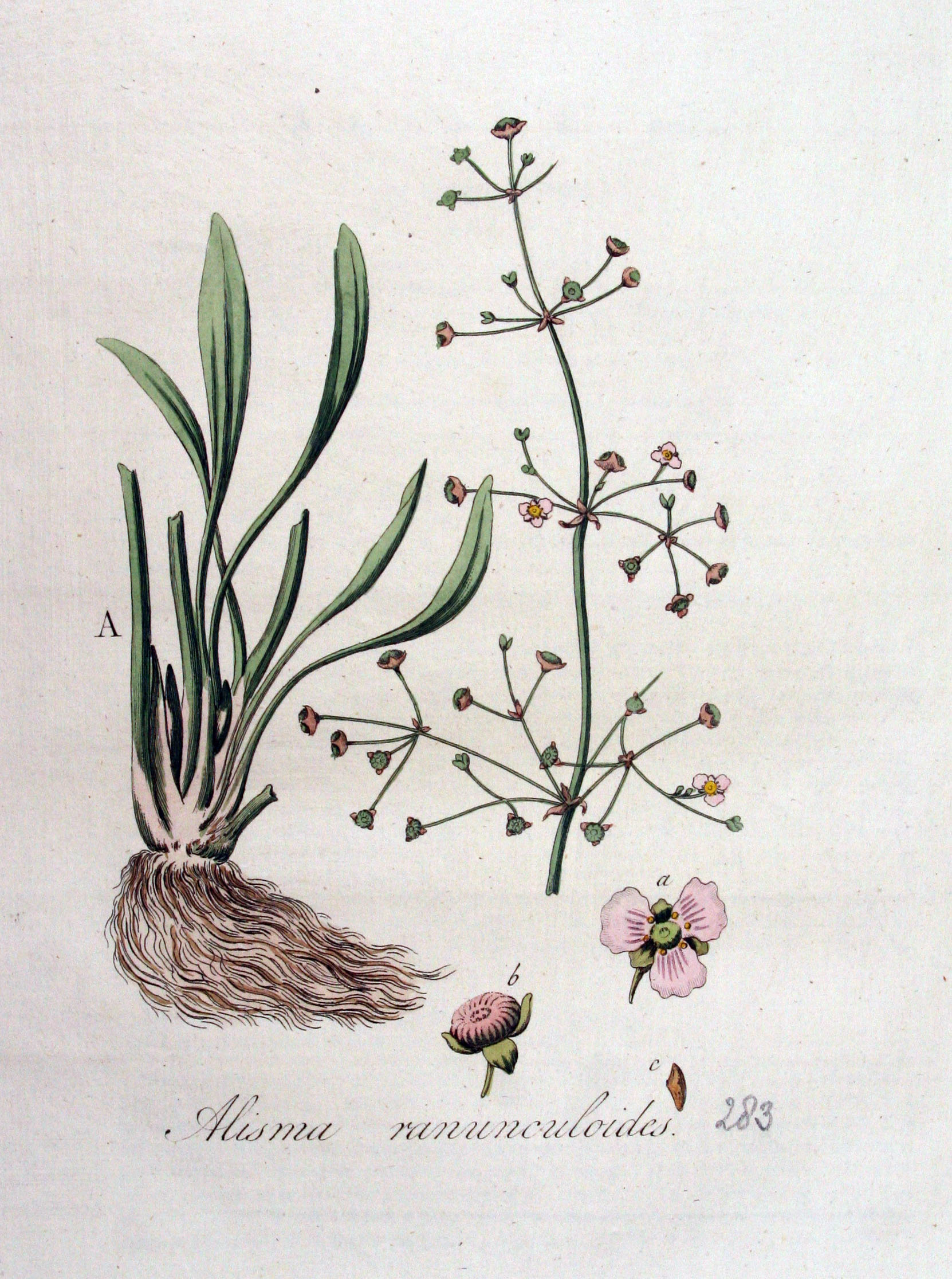
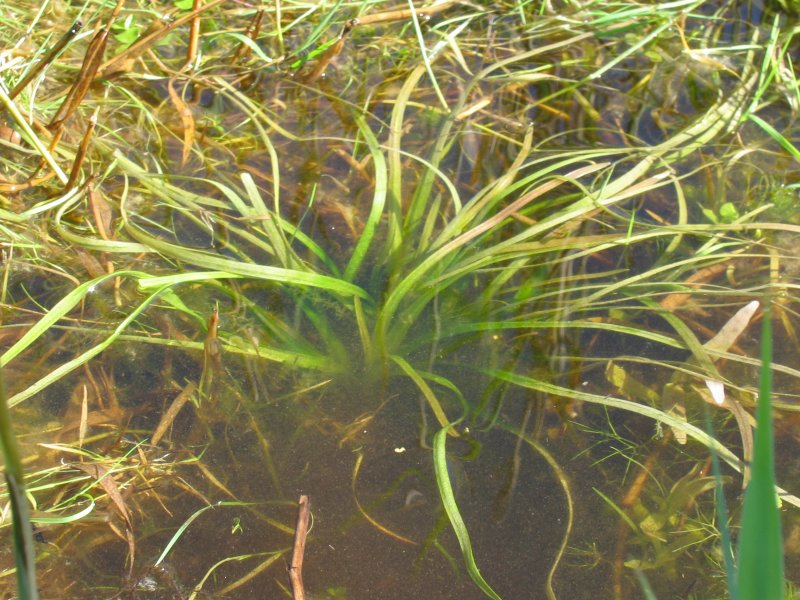